# Reineta de cuixes blaves
La reineta de cuixes blaves, Litoria raniformis, (en anglès: Growling Grass Frog) és una espècie d'amfibi anur del gènere Litoria, dins la família Hylidae. És una espècie nativa d'Austràlia des del sud d'Austràlia meridioanl al llarg del riu Murray fins Victoria a New South Wales, amb poblacions a Tasmània. Ha estat introduïda a Nova Zelanda.

## Descripció
És una granota de mida molt grossa que viu a terra o als arbres. Fa fins a 10 cm. Les seves poblacions estan en declivi.

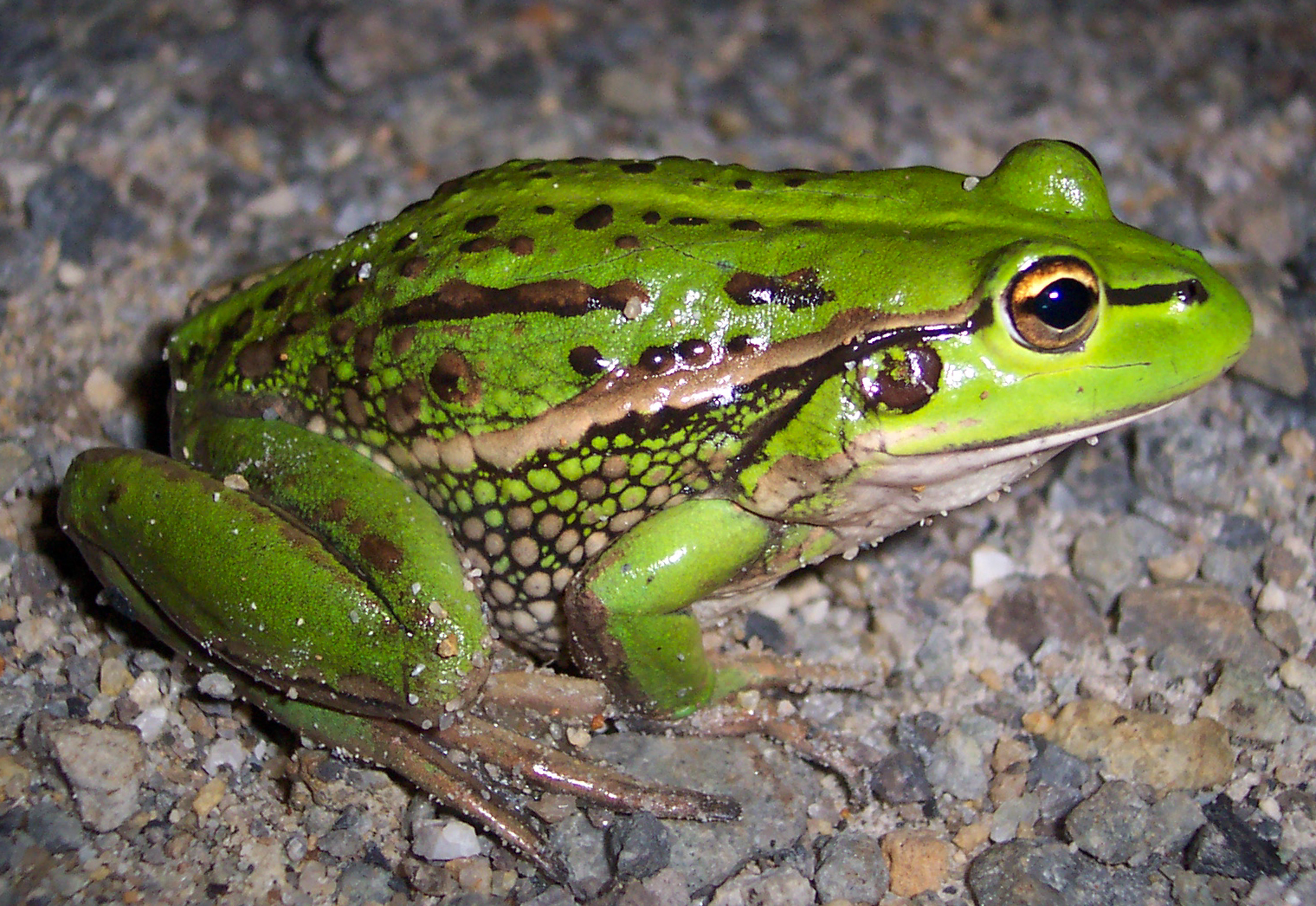
Litoria raniformis de color verd pàl·lid